# Fazaz
Le toponyme Fazaz (en berbère : Fazaz ; en arabe : فازاز) a été largement employé par les chroniqueurs maghrébins, jusqu'à la fin du XIXe siècle, pour désigner la partie ouest du Moyen Atlas et ses diverses peuplades de souche amazighe, dont les Zénètes du Moyen Atlas.
La découverte en 1996 des vestiges d'une ville nommée « Fazaz » près d'Adekhssal  et à 20 km de Khénifra remet en question ce qui a été décrit antérieurement sur cette énigme nommée Fazaz. Il est néanmoins assuré qu'il s'agit d'une zone du Moyen Atlas qui fait partie du patrimoine national marocain.

## Situation géographique
Fazaz est une aire géographique aux contours mal définis. Ce toponyme correspond en général au Moyen Atlas central. 
Fazaz est aussi le nom d'une localité située près d'Adekhssal au sud de Khénifra. Connue sous le nom d'El Gara, elle est située dans le territoire Zayane des Ait Bajji. En 1996 y ont été découverts des vestiges d'une forteresse (Kalaa ’fazaz) selon (Arnaud, 1916, p. 79) construite par les Almoravides et reprise ultérieurement comme base opérationnelle par Moulay Ismail. Dans des récits mystico-historiques on parle d'un certain roi nommé "le sultan noir", édificateur de la Kalaa de Fazaz. Il s'agit probablement du sultan Abū al-Hasan La Marini, né en 1288 ou 1299 et mort en 1351.

## Toponymie
Qasbah tadla; Les chroniqueurs arabes l'ont mentionnée sous le nom de Fezaz. Tadla est une plaine fertile qui à fait l'objet de rivalités acharnées entre les tribus. La plaine est investie au XIIe siècle par les tribus nomades Hilaliennes venant d'Arabie ce qui a modifié l'équilibre de la région.